# Піч Франкліна

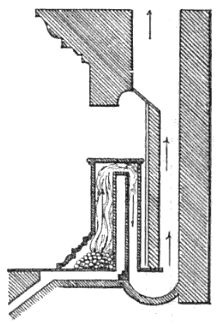
Піч у розрізі

Піч Франкліна, Пенсільванська піч — металева піч, створена Бенджаміном Франкліном в 1742 році і принципово вдосконалена ним же в 1770 році.

## Історія
Будучи людиною ощадливою, Франклін звернув увагу на те, що в печах, що існували на той час в Америці, — спадкоємицях неекономічних британських камінів з трубою по зовнішній стіні будинку (в середньому в Британії зими істотно м'якше американських) — більша частина тепла марно втрачається в трубі. Він винайшов економічну піч, для стін якої використовував чавун, що володіє великою теплопровідністю. Піч одночасно була і котлом (топка — камера, де спалювалося паливо), і радіатором (стінки печі, що випромінюють тепло і нагрівають приміщення). Таким чином, йому вдалося зменшити втрати тепла, витрату палива та розміри печі.
Для підвищення попиту на подібні печі Франклін написав статтю «Звіт про нещодавно винайдені пенсільванські каміни, де докладно пояснюється їх конструкція і спосіб дії, доводиться їх перевага перед іншими способами обігріву кімнат і розглядаються і спростовуються всі заперечення, висунуті проти їх використання і т. д. .», яка мала великий успіх. Попри це, Франклін принципово так і не запатентував свій винахід, писавши про це у своїй «Автобіографії»: «Якщо ми охоче користуємося великими перевагами від чужих винаходів, то ми повинні бути раді нагоди стати іншим своїм винаходом, і ми повинні це робити безкорисливо і великодушно».
Ця піч була одним із найпопулярніших винаходів Франкліна і досі використовується у багатьох країнах світу.

## Принцип дії
Холодне повітря для горіння забирається зовні приміщення та підводиться до перегородки (дефлектору) через канал у підлозі. Низька температура зовнішнього повітря призводить до посилення тяги та більш ефективного спалювання палива, без споживання для цього вже нагрітого повітря приміщення. Дим виходить через U-подібне відведення у підлозі.